# أسفل معرر (يافع)

تعديل مصدري - تعديل

اسفل معرر هي إحدى قرى عزلة لبعوس بمديرية يافع التابعة لمحافظة لحج، بلغ تعداد سكانها 56 نسمة حسب تعداد اليمن لعام 2004.